# Félix Fernández
Félix de Jesús Fernández Christlieb (Mexikóváros, 1967. november 1. – ) mexikói válogatott labdarúgókapus. 

## Pályafutása

### Klubcsapatban
Pályafutása nagy részét az Atlante csapatánál töltötte. 1989 és 2003 között volt a klub tajga, melynek színeiben 1993-ban megnyerte a mexikói bajnokságot. Az 1998–99-es és a 2001–02-es szezonban az  Atlético Celaya csapatában játszott. 

### A válogatottban
1993 és 1996 között 5 alkalommal szerepelt az mexikói válogatottban. Részt vett az 1994-es világbajnokságon.

## Sikerei, díjai
CF Atlante
- Mexikói bajnok (1): 1992–93